# Coppinsia minutissima
Coppinsia minutissima — вид грибів, що належить до монотипового роду Coppinsia.